# Хартман V фон Кибург
Хартман V фон Кибург (на немски: Hartmann V von Kyburg; † 3 септември 1263) от фамилията на графовете на Дилинген е граф на Кибург в кантон Цюрих и господар на Фрайбург.

## Произход и наследство
Той е син на граф Вернер I фон Кибург († 1228) и съпругата му принцеса Аликс (Берта) Лотарингска († между април и 29 септември 1242), дъщеря на херцог и маркграф Фридрих (Фери) II от Лотарингия († 1213) и графиня Агнес (Томасия) фон Бар († 1226). Той е първи братовчед на римско-немския крал Рудолф I (упр. 1273 – 1291).
Хартман V фон Кибург умира на 3 септември 1263 г. и е погребан във Ветинген. Дъщеря му Анна фон Кибург е неговата наследничка и основава линията Хабсбург-Кибург (Ной-Кибург), която изчезва 1417 г.

## Фамилия
Първи брак: пр. 9 февруари 1248 г. с графиня за Анна фон Раперсвил († 30 май 1253, погребана във Ветинген), дъщеря на граф Рудолф II (VIII) фон Раперсвил († 1255) и Мехтилдис († 1259). Те имат един син:
- Вернер († сл. 4 юни 1253).

Втори брак: на 27 януари 1254 г. с Елизабет дьо Шалон († 9 юли 1275), дъщеря на граф Хуго от Бургундия-Шалон († 1266) и Аделхайд от Мерания († 1279). Тя умира като монахиня във Фрайбург. Те имат две деца:
- Анна фон Кибург († 20 ноември 1283), наследничка, омъжена между 30 октомври и 12 декември 1271 г. за граф Еберхард I фон Хабсбург-Лауфенбург († пр. 2 юни 1284)
- син (* постум 1264; † пр. 7 февруари 1265)